# Sea Palling

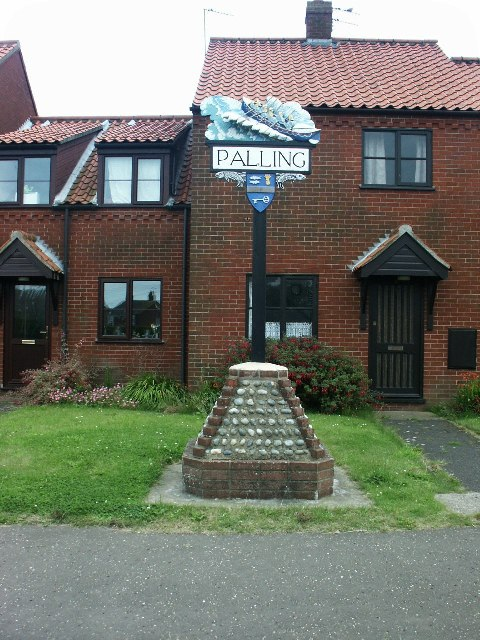
Ortsschild von Sea Palling, das an die Flutkatastrophe von 1953 erinnert

Sea Palling ist eine Gemeinde in der englischen Grafschaft Norfolk Großbritanniens.
Per 31. Dezember 2006 zählte das Dorf 388 Einwohner, dessen große Attraktion der kilometerlange breite Sandstrand ist.
Der Ort liegt 6 km von der B1159 entfernt, die Cromer mit Great Yarmouth verbindet, und ist jeweils knapp 30 km von dem nordwestlich gelegenen Cromer und dem südwestlichen Norwich entfernt. London liegt gut 200 km südwestlich.
Bei der Flutkatastrophe von 1953 wurde der Ort nach dem Bruch des Seedeiches in weiten Teilen überschwemmt und schwer in Mitleidenschaft gezogen; sieben Menschen kamen ums Leben.